# M. Scott Peck
Morgan Scott Peck (Nova Iorque, 23 de maio de 1936 – Connecticut, 25 de setembro de 2005) foi um psicoterapeuta americano e autor de best-sellers. Escreveu o livro The Road Less Traveled, publicado em 1978.

## Início de vida
Peck nasceu em 22 de maio de 1936, na cidade de Nova York, filho de Zabeth (nascida Saville) e David Warner Peck, advogado e juiz. Seus pais eram quakers. Peck foi criado como protestante (sua avó paterna era de uma família judia, mas o pai de Peck se identificou como um WASP e não como judeu).
Seus pais o enviaram para o prestigioso colégio interno Phillips Exeter Academy em Exeter, New Hampshire, quando ele tinha 13 anos.  Em seu livro, The Road Less Traveled ele conta a história de sua breve estada em Exeter, e admite que foi uma época extremamente miserável. Finalmente, aos 15 anos, durante o feriado de primavera de seu terceiro ano, ele voltou para casa e se recusou a voltar para a escola, então seus pais procuraram ajuda psiquiátrica para ele e ele foi (para sua diversão mais tarde na vida) diagnosticado com depressão e recomendado por um mês de permanência em um hospital psiquiátrico (a menos que ele opte por retornar à escola). Ele então se transferiu para o Friends Seminary (uma escola privada K – 12) no final de 1952, e se formou em 1954, após o qual recebeu um BA em Harvard em 1958 e um diploma de MD pela Case Western Reserve University em 1963.

## Carreira
Peck serviu em cargos administrativos no governo durante sua carreira como psiquiatra. Ele também serviu no Exército dos EUA e chegou ao posto de tenente-coronel. Suas atribuições no exército incluíram passagens como chefe de psicologia no Centro Médico do Exército em Okinawa, Japão, e chefe assistente de psiquiatria e neurologia no escritório do cirurgião geral em Washington, DC. Ele era o diretor médico da Clínica de Saúde Mental do New Milford Hospital e psiquiatra em consultório particular em New Milford, Connecticut. Seu primeiro e mais conhecido livro, The Road Less Traveled, vendeu mais de 10 milhões de cópias.
Os trabalhos de Peck combinaram experiências de sua prática psiquiátrica particular com um ponto de vista distintamente religioso. Em seu segundo livro, People of the Lie, ele escreveu: "Depois de muitos anos de vaga identificação com o misticismo budista e islâmico, acabei assumindo um firme compromisso cristão - expresso por meu batismo não denominacional em 9 de março de 1980. " (Peck, 1983/1988, ). Um de seus pontos de vista era que as pessoas más atacam as outras em vez de enfrentar suas próprias falhas.
Em dezembro de 1984, Peck foi cofundador da Foundation for Community Encouragement (FCE), uma fundação educacional pública isenta de impostos, sem fins lucrativos, cuja missão declarada é "ensinar os princípios da comunidade a indivíduos e organizações". O FCE interrompeu as operações diárias de 2002 a 2009 e, no final de 2009, quase 25 anos após a fundação do FCE, a organização retomou o funcionamento e começou a oferecer eventos de treinamento e construção de comunidades em 2010.

## Vida pessoal
Peck se casou com Lily Ho em 1959, e eles tiveram três filhos. Em 1994, eles receberam conjuntamente o Community of Christ International Peace Award. Em 2004, eles se separaram e mais tarde divorciados. Peck então se casou com Kathleen Kline Yates.
Enquanto os escritos de Peck enfatizavam as virtudes de uma vida disciplinada e gratificação adiada, sua vida pessoal era muito mais turbulenta. Por exemplo, em seu livro In Search of Stones, Peck reconheceu ter casos extraconjugais e ter se separado de dois de seus filhos.

## Morte
Peck morreu em sua casa em Connecticut em 25 de setembro de 2005, após sofrer de mal de Parkinson e câncer no pâncreas e no ducto hepático. O Fuller Theological Seminary abriga os arquivos de suas publicações, prêmios e correspondência.

## Teorias

### Os quatro estágios de desenvolvimento espiritual
Peck postula que existem quatro estágios de desenvolvimento espiritual humano: 
- O estágio I é caótico, desordenado e imprudente. As crianças muito pequenas estão no Estágio I. Elas podem desafiar e desobedecer e não estão dispostas a aceitar uma vontade maior do que a sua. Eles são egoístas e não têm empatia pelos outros. Os criminosos geralmente são pessoas que nunca saíram do Estágio I.
- O estágio II é o estágio em que uma pessoa tem fé cega nas figuras de autoridade e vê o mundo dividido simplesmente em bem e mal, certo e errado, nós e eles. Depois que as crianças aprendem a obedecer aos pais e outras figuras de autoridade (geralmente por medo ou vergonha), elas alcançam o Estágio II. Muitas pessoas religiosas estão no Estágio II. Com a fé cega, vem a humildade e a disposição de obedecer e servir. A maioria dos cidadãos convencionalmente moralistas e cumpridores da lei nunca sai do Estágio II.
- O estágio III é o estágio de ceticismo e questionamento científicos. Uma pessoa no Estágio III não aceita reivindicações baseadas na fé, mas só é convencida com a lógica. Muitas pessoas que trabalham em pesquisa científica e tecnológica estão no Estágio III. Freqüentemente, eles rejeitam a existência de forças espirituais ou sobrenaturais, uma vez que são difíceis de medir ou provar cientificamente. Aqueles que mantêm suas crenças espirituais se afastam das doutrinas simples e oficiais do fundamentalismo.
- O estágio IV é o estágio em que um indivíduo desfruta do mistério e da beleza da natureza e da existência. Apesar de manter o ceticismo, ele / ela começa a perceber grandes padrões na natureza e desenvolve uma compreensão mais profunda do bem e do mal, do perdão e da misericórdia, da compaixão e do amor. Sua religiosidade e espiritualidade diferem das de uma pessoa no Estágio II, no sentido de que ela não aceita as coisas por fé cega ou por medo, mas por crença genuína. Ele/ela não julga as pessoas com severidade ou busca infligir punição sobre elas por suas transgressões. Este é o estágio de amar os outros como a si mesmo, perder o apego ao ego e perdoar seus inimigos. Pessoas no estágio IV são rotuladas de místicas.

Peck argumenta que, embora as transições do Estágio I para o Estágio II sejam nítidas, as transições do Estágio III para o Estágio IV são graduais. No entanto, essas mudanças são perceptíveis e marcam uma diferença significativa na personalidade do indivíduo.

### Formação de  comunidades
Em seu livro The Different Drum: Community Making and Peace, Peck diz que a comunidade tem três ingredientes essenciais:
- Inclusividade
- Comprometimento
- Consenso

Com base em sua experiência com workshops de construção de comunidade, Peck diz que a construção de comunidade normalmente passa por quatro fases:
- Pseudocomunidade : no primeiro estágio, as pessoas bem-intencionadas tentam demonstrar sua capacidade de serem amigáveis e sociáveis, mas não mergulham realmente sob a superfície das ideias ou emoções umas das outras. Eles usam generalidades óbvias e estereótipos mutuamente estabelecidos na fala. Em vez de resolução de conflitos, a pseudocomunidade envolve a prevenção de conflitos, o que mantém a aparência ou fachada de verdadeira comunidade. Também serve apenas para manter as emoções positivas, em vez de criar um espaço seguro para a honestidade e o amor por meio de emoções ruins. Enquanto eles ainda permanecem nesta fase, os membros nunca irão realmente obter evolução ou mudança, como indivíduos ou como um grupo.
- Caos : o primeiro passo para a positividade real é, paradoxalmente, um período de negatividade. Uma vez que a fachada mutuamente sustentada de bonomia é eliminada, emoções negativas inundam: os membros começam a expressar suas frustrações, aborrecimentos e diferenças mútuas. É um estágio caótico, mas Peck o descreve como um "belo caos" porque é um sinal de crescimento saudável (isso está intimamente relacionado ao conceito de desintegração de Dabrowski).
- Vazio : para transcender o estágio do "Caos", os membros são forçados a abandonar o que impede a comunicação real. Vieses e preconceitos, necessidade de poder e controle, auto-superioridade e outros motivos semelhantes que são apenas mecanismos de autovalidação e / ou proteção do ego, devem ceder à empatia, abertura à vulnerabilidade, atenção e confiança. Portanto, este estágio não significa que as pessoas devam estar "vazias" de pensamentos, desejos, idéias ou opiniões. Em vez disso, refere-se ao vazio de todas as distorções mentais e emocionais que reduzem a capacidade de realmente compartilhar, ouvir e construir sobre esses pensamentos, ideias, etc. Freqüentemente, é a etapa mais difícil no processo de quatro níveis, pois requer a liberação de padrões que as pessoas desenvolvem ao longo do tempo em uma tentativa subconsciente de manter a autoestima e as emoções positivas. Embora este seja, portanto, um estágio de " Fana (Sufismo) " em certo sentido, ele deve ser visto não apenas como uma "morte", mas como um renascimento - do próprio eu verdadeiro no nível individual e no nível social de a comunidade genuína e verdadeira.
- Comunidade verdadeira : tendo trabalhado com o vazio, as pessoas da comunidade entram em um lugar de completa empatia umas com as outras. Existe um grande nível de compreensão tácita. As pessoas são capazes de se relacionar com os sentimentos umas das outras. As discussões, mesmo quando acaloradas, nunca azedam e os motivos não são questionados. Um nível de felicidade mais profundo e sustentável é obtido entre os membros, que não precisa ser forçado. Mesmo, e talvez especialmente, quando surgem conflitos, entende-se que eles fazem parte de uma mudança positiva.

Os quatro estágios da formação da comunidade estão de certa forma relacionados a um modelo na teoria da organização para os cinco estágios pelos quais uma equipe passa durante o desenvolvimento. Essas cinco etapas são:
- Formação onde os membros da equipe têm algum desconforto inicial uns com os outros, mas nada sai à vista. Eles estão inseguros quanto ao seu papel e posição em relação à equipe. Isso corresponde ao estágio inicial da pseudocomunidade.
- Uma tempestade em que os membros da equipe começam a discutir acaloradamente, e as diferenças e inseguranças vêm à tona. Isso corresponde ao segundo estágio dado por Scott Peck, ou seja, o caos.
- Normatização, onde os membros da equipe estabelecem regras e diretrizes para interação que ajudam a definir as funções e responsabilidades de cada pessoa. Isso corresponde ao vazio, onde os membros da comunidade pensam por dentro e se esvaziam de suas obsessões para poder aceitar e ouvir os outros.
- Atuação onde a equipe finalmente começa a trabalhar como um todo coeso e para realizar com eficácia as tarefas definidas por si mesmas. Nesse estágio, os indivíduos são auxiliados pelo grupo como um todo, quando necessário, para avançar coletivamente além do que poderiam alcançar como um grupo de indivíduos separados.
- Transformação Isso corresponde ao estágio de verdadeira comunidade. Isso representa o estágio da celebração, e quando as pessoas vão embora, como invariavelmente devem fazer, há um sentimento genuíno de pesar e um desejo de se encontrar novamente. Tradicionalmente, esse estágio costumava ser chamado de "Luto".

É neste terceiro estágio que os métodos de construção de comunidade de Peck diferem em princípio do desenvolvimento de equipe. Enquanto as equipes em organizações empresariais precisam desenvolver regras, diretrizes e protocolos explícitos durante o estágio de normatização, o estágio de vazio da construção da comunidade é caracterizado não por estabelecer as regras explicitamente, mas por eliminar a resistência nas mentes dos indivíduos.
Peck deu início à Fundação para o Incentivo à Comunidade (FCE) para promover a formação de comunidades, o que, segundo ele, é um primeiro passo para unir a humanidade e nos salvar da autodestruição.
The Blue Heron Farm é uma comunidade intencional na região central da Carolina do Norte, cujos fundadores afirmaram que foram inspirados pelos escritos de Peck sobre a comunidade. O próprio Peck não teve nenhum envolvimento com este projeto, no entanto.
A Exosphere Academy of Science & the Arts usa a construção de comunidade em sua metodologia de ensino para ajudar os alunos a praticar uma comunicação mais profunda, remover suas "máscaras" e se sentir mais confortável colaborando e construindo projetos e startups inovadores.
Com base na pesquisa de Robert E. Roberts (1943–2013), Chattanooga Endeavors tem usado o Community Building desde 1996 como uma intervenção de grupo para melhorar a experiência de aprendizagem de ex-infratores que participam de treinamento de prontidão para o trabalho. A pesquisa de Roberts demonstra que os grupos expostos ao Community Building alcançam resultados de treinamento significativamente melhores.

### Características da comunidade verdadeira
Peck descreve o que ele considera as características mais salientes de uma comunidade verdadeira: 
- Inclusão, compromisso e consenso: os membros se aceitam e se abraçam, celebrando sua individualidade e transcendendo suas diferenças. Eles se comprometem com o esforço e com as pessoas envolvidas. Eles tomam decisões e reconciliam suas diferenças por meio do consenso.
- Realismo: os membros reúnem múltiplas perspectivas para compreender melhor todo o contexto da situação. As decisões são mais completas e humildes, ao invés de unilaterais e arrogantes.
- Contemplação: os membros se examinam. Eles são individual e coletivamente autoconscientes do mundo fora de si, do mundo dentro de si e da relação entre os dois.
- Um lugar seguro : os membros permitem que outros compartilhem sua vulnerabilidade, curem-se e expressem quem realmente são.
- Um laboratório para o desarmamento pessoal: os membros descobrem experiencialmente as regras para a pacificação e abraçam suas virtudes. Eles sentem e expressam compaixão e respeito uns pelos outros como seres humanos.
- Um grupo que pode lutar com elegância: os membros resolvem conflitos com sabedoria e graça. Eles ouvem e compreendem, respeitam os dons uns dos outros, aceitam as limitações uns dos outros, celebram suas diferenças, amarram as feridas uns dos outros e se comprometem a lutar juntos, em vez de um contra o outro.
- Um grupo de todos os líderes : os membros aproveitam o "fluxo de liderança" para tomar decisões e definir um curso de ação. É o próprio espírito de comunidade que lidera, e não um único indivíduo.
- Um espírito: o verdadeiro espírito de comunidade é o espírito de paz, amor, sabedoria e poder. Os membros podem ver a fonte desse espírito como uma conseqüência do eu coletivo ou como a manifestação de uma Vontade Superior.